# Narcissus papyraceus subsp. pachybolbus
Narcissus papyraceus subsp. pachybolbus es una subespecie herbácea, perenne y bulbosa perteneciente a la familia de las amarilidáceas. Es originaria del Norte de África.

## Descripción
Es una planta bulbosa con las flores de color blanco y un bulbo grande de hasta 7 cm de ancho en la madurez. Se distribuye por Argelia y Marruecos.

## Taxonomía
Narcissus papyraceus subsp. pachybolbus fue descrita por (Durieu) D.A.Webb y publicado en  Botanical Journal of the Linnean Society 76: 305, en el año 1978.
Etimología
Narcissus nombre genérico que hace referencia  del joven narcisista de la mitología griega Νάρκισσος (Narkissos) hijo del dios río Cephissus y de la ninfa Leiriope; que se distinguía por su belleza. 
El nombre deriva de la palabra griega: ναρκὰο, narkào (= narcótico) y se refiere al olor penetrante y embriagante de las flores de algunas especies (algunos sostienen que la palabra deriva de la palabra persa نرگس y que se pronuncia Nargis, que indica que esta planta es embriagadora). 
papyraceus: epíteto latino que significa "como papel".
Sinonimia
- Narcissus pachybolbus Durieu
- Narcissus tazetta subsp. pachybolbus (Durieu) Baker[4]